# 高分 (人工衛星)
高分（Gaofen, GF）は中華人民共和国の地球観測衛星シリーズ。その名称は高解像度を意味する「高分辨率」の略である。高解像度地球観測システム(CHEOS)プログラムの一環として打ち上げられている一連の高解像度画像衛星(EO)、マルチスペクトル画像衛星(MSI)、合成開口レーダー衛星(SAR)である

。遥感衛星と同様に、西側のアナリストは、地球観測という名目で偽装された軍用衛星（偵察衛星、スパイ衛星）シリーズであると分析している。
「国家科学技術重大特別プロジェクト・高解像度地球観測システム」(CHEOS)は、近宇宙に配備される高分衛星、飛行船(気球)およびUAVなどの航空システム、これらからのデータを受信、処理、校正し、任務の割り当て(タスキング)を制御する地上施設、および得られた観測データを他の情報源からのデータと融合し、より可能性の高い情報を生成するアプリケーションシステムなどの開発と整備から構成される

。
CHEOSは、中国国務院が2006年に公布した科学技術分野の長期方針「国家中長期科学・技術発展計画要綱(2006-20)」に含まれるプロジェクトであり、2010年に承認を受けている

。2013年に最初の高分1号が打ち上げられ、以後2023年までに32基の高分衛星が打ち上げられている。国家国防科技工業局と人民解放軍総装備部がこの計画を推進しており、資源管理、農業支援、環境保護、災害対策、都市計画および交通計画など多分野に応用されるとされている。
最初の7基の衛星までは、ペイロードの内容は非常に詳細に公表されているが、高分8号以降は情報の公開は無いか、または極わずかであり、高分衛星は民生用と軍用の両方の目的を持った衛星ではないかとの示唆を喚起することとなっている

。
2003年に、中国国家航天局(CNSA)は、ロシアのロスコスモス社と、高分衛星のデータとロシアの同様の能力を持った地球観測衛星のデータをシェアることに合意している。この合意は、2021年8月にBRICSの宇宙機関の代表たちが、宇宙ベースのリモートセンシングデータをシェアすることに合意した際に延長されている
。

## 顕著な衛星

### 高分1号
光学衛星。高解像度マルチスペクトルカメラ（解像度パンクロマチック2m／マルチスペクトル8m、観測幅70km）と広角マルチスペクトルカメラ（解像度16m、観測幅800km）を搭載しており、衛星バスには環境減災衛星などで使用実績のあるCAST2000を使用している。衛星の開発製造は中国航天科技集団公司(CASC)所属の中国空間技術研究院(CAST)と航天東方紅衛星有限公司が担当。設計寿命は5～8年。
2013年4月26日、酒泉衛星発射センターより長征2号Dロケット(CZ-2D)によって小型衛星3基と共に打ち上げられ、高度650kmの太陽同期軌道に投入された。軌道上のテストを経て2013年12月30日に正式サービスを開始。

### 高分2号
光学衛星。搭載カメラは高分1号より性能を向上させ1mの解像度を達成した（解像度パンクロマチック1m／マルチスペクトル4m、観測幅45km）。衛星バスにはCS-L3000Aを使用。設計寿命は5～8年。2014年8月19日に長征4号B(CZ-2D)によって、ポーランドの小型衛星BRITE-PL-2「ヘヴェリウス」と共に太原衛星発射センターから打ち上げられた。2014年9月末には北京市中心部を撮影した写真が公開された。衛星の開発製造は中国空間技術研究院(CAST)。

### 高分8号
高分シリーズとしては3番目に打ち上げられた衛星で、光学衛星と推測されている。2015年6月26日に太原衛星発射センター9号発射台から長征4号Bロケットで打ち上げられた
。

### 高分5号
高分5号は、2018年5月8日に太原衛星発射センター(TSLC)から太陽同期軌道(SSO)に打ち上げられ、「CHEOSプログラムにおける環境・大気観測衛星のフラグシップ衛星」として喧伝されて来た。この衛星は以下の6つのペイロードを搭載している。先進的ハイパースペクトル画像センサー(AHSI)、大気赤外線ウルトラスペクトルセンサー(AIUS)、指向性偏光カメラ(DPC)、環境モニター装置(EMI)、温室効果ガス・モニター装置(GMI)、および可視光および赤外線マルチスペクトルセンサー(VIMS)
。
先進的ハイパースペクトル画像センサー(AHSI)ペイロードは、凸面格子分光測光法と3枚の同心鏡構成の両方を利用した初の宇宙ベースのハイパースペクトル・イメージング・センサーであると主張している
。AHSIは、地上の物体を検出または識別するために、分光測光法を使用して、撮影された物体によって反射、透過、または放射された光のスペクトルを測定する
。民間用途では、AHSIによりアナリストは環境監視と資源発見を行うことができますが、軍事用途ではアナリストは敵の装備を検出および特定したり、非マルチスペクトル迷彩を発見したりすることが可能になる

。 AHSIは、可視、近赤外(NIR)、および短波長赤外(SWIR)の波長範囲で30メートルの空間分解能と5ナノメートルのスペクトル分解能を備えている
。
大気赤外線ウルトラスペクトルセンサー(AIUS)ペイロードは、中国初のハイパースペクトル掩蔽分光計であり、これはセンサーと太陽の大気粒子間を撮影し、そのスペクトルを測定する

。 AIUSにより、科学者は水蒸気、温度、圧力、およびクロロフルオロカーボン (CFC)、五酸化二窒素、硝酸塩素などのさまざまな炭素およびハロゲン含有ガス汚染物質を追跡することで大気循環をモニターすることが可能になる

。マイケルソン干渉計であるAIUSは、2.4～ 13.3マイクロメートル(近赤外線から中波長赤外線)の波長を0.3マイクロメートルの波長分解能で±10°の視野でイメージ化する
。
指向性偏光カメラ(DPC)は、中国初の宇宙ベースのマルチアングル偏光カメラである
。打ち上げに先立って、2016年9月に中国は天宮2号宇宙実験室で偏光イメージングの実験を行っており、同年12月には雲・エアロゾル偏光イメージャー(CAPI)をタンサット(TanSat; 二酸化炭素監視衛星)に搭載して打ち上げた

。CAPIは670および1640ナノメートルのチャネル内で雲を撮影したが、これはアングル固定状態限定での撮影であった。高分5号に搭載されたDPCでは、3つの偏光バンド(90、670、および865nm、0°、60°、および120°で偏光)と5つの非偏光バンド (443、565、763、765、および 910nm)、緑色から近赤外(NIR)までのすべての波長での大気スペクトロメトリーが可能になっている。ステップモーターが512×512ピクセルの電荷結合素子(CCD)イメージャを±50°回転させ、解像度3.3kmでスワス幅1,850 kmの撮像を提供する

。

## 衛星リスト
2013年の高分プログラム開始以来、中華人民共和国は高分シリーズ衛星を31機打ち上げたが、まだ失敗は経験していない。なお、中国初の商用リモートセンシング衛星シリーズである吉林1号(Jilin-1)衛星には、サブシリーズとして「吉林1号高分」「Jilin-1 Gaofen」と表記される高分解能光学衛星のシリーズがあり、このうちの3基が打上げに失敗していることから、これが「高分、Gaofen」シリーズの失敗と誤解されている場合があり、注意が必要である
。
| 高分1号                                                                     | 2013年4月26日  | 2m PAN, 8m MSI, 4x 16m 広角レンズ MSI | SSO | 632.8 km× 662.7 km 98.1°    | 39150 2013-018A | 長征2号D    | 酒泉 | 運用中 |
| 高分2号                                                                     | 2014年8月19日  | 0.8m PAN, 3.2m MSI                    | SSO | 630.5 km× 638.0 km 97.7°    | 40118 2014-049A | 長征4号B    | 太原 | 運用中 |
| 高分8号                                                                     | 2015年6月26日  | EO                                    | SSO | 501.7 km× 504.5 km 97.6°    | 40701 2015-030A | 長征4号B    | 太原 | 運用中 |
| 高分9-01号                                                                  | 2015年9月14日  | EO                                    | SSO | 624.5 km× 671.3 km 97.8°    | 40894 2015-047A | 長征2号D    | 酒泉 | 運用中 |
| 高分4号                                                                     | 2015年12月28日 | 50m 可視光線, 400m 中赤外線           | GEO | 35782.4 km× 35806.4 km 0.1° | 41194 2015-083A | 長征3号B    | 西昌 | 運用中 |
| 高分3号                                                                     | 2016年8月9日   | Cバンド SAR                           | SSO | 757.9 km× 758.8 km 98.4°    | 41727 2016-049A | 長征4号C    | 太原 | 運用中 |
| 高分1-02号                                                                  | 2018年3月31日  | 2m PAN, 8m MSI, 4x 16m 広角レンズ MSI | SSO | 645.4 km× 649.0 km 97.9°    | 43259 2018-031A | 長征4号C    | 太原 | 運用中 |
| 高分1-03号                                                                  | 2018年3月31日  | 2m PAN, 8m MSI, 4x 16m 広角レンズ MSI | SSO | 642.9 km× 651.9 km 97.9°    | 43260 2018-031B | 長征4号C    | 太原 | 運用中 |
| 高分1-04号                                                                  | 2018年3月31日  | 2m PAN, 8m MSI, 4x 16m 広角レンズ MSI | SSO | 644.3 km× 650.5 km 97.9°    | 43262 2018-031D | 長征4号C    | 太原 | 運用中 |
| 高分5号                                                                     | 2018年5月8日   | 303km 偏光 MSI, 0.3cm HSI, 30m HSI    | SSO | 706.2 km× 707.0 km 98.3°    | 43461 2018-043A | 長征4号C    | 太原 | 運用中 |
| 高分6号                                                                     | 2018年6月2日   | MSI                                   | SSO | 641.0 km× 654.3 km 97.9°    | 43484 2018-048A | 長征2号D    | 酒泉 | 運用中 |
| 高分11-01号                                                                 | 2018年7月31日  | EO                                    | SSO | 493.1 km× 512.5 km 97.6°    | 43585 2018-063A | 長征4号B    | 太原 | 運用中 |
| 高分10R号                                                                   | 2019年10月4日  | 不明                                  | SSO | 632.0 km× 634.4 km 97.9°    | 44622 2019-066A | 長征4号C    | 太原 | 運用中 |
| 高分7号                                                                     | 2019年11月3日  | 2x 0.8m PAN, 2.5m MSI                 | SSO | 500.7 km× 517.9 km 97.4°    | 44703 2019-072A | 長征4号B    | 太原 | 運用中 |
| 高分12号                                                                    | 2019年11月27日 | SAR                                   | SSO | 634.4 km× 636.5 km 97.9°    | 44819 2019-082A | 長征4号C    | 太原 | 運用中 |
| 高分9-02号                                                                  | 2020年5月31日  | EO                                    | SSO | 493.9 km× 511.3 km 97.4°    | 45625 2020-034B | 長征2号D    | 酒泉 | 運用中 |
| 高分9-03号                                                                  | 2020年6月17日  | EO                                    | SSO | 491.5 km× 513.9 km 97.4°    | 45794 2020-039A | 長征2号D    | 酒泉 | 運用中 |
| 高分DUOMO                                                                   | 2020年7月3日   | EO                                    | SSO | 635.5 km× 657.6 km 97.9°    | 45856 2020-042A | 長征4号B    | 太原 | 運用中 |
| 高分9-04号                                                                  | 2020年8月6日   | EO                                    | SSO | 497.9 km× 506.4 km 94.4°    | 46025 2020-054A | 長征2号D    | 酒泉 | 運用中 |
| 高分9-05号                                                                  | 2020年8月23日  | EO                                    | SSO | 493.5 km× 511.9 km 97.4°    | 46232 2020-058A | 長征2号D    | 酒泉 | 運用中 |
| 高分11-02号                                                                 | 2020年9月7日   | EO                                    | SSO | 500.7 km× 505.2 km 97.4°    | 46396 2020-064A | 長征4号B    | 太原 | 運用中 |
| 高分13号                                                                    | 2020年10月11日 | 50m 可視光線, 400m 中赤外線           | GEO | 35782.5 km× 35806.1 km 0.2° | 46610 2020-071A | 長征3号B    | 西昌 | 運用中 |
| 高分14号                                                                    | 2020年12月6日  | EO                                    | SSO | 492.9 km× 198.4 km 97.4°    | 47231 2020-092A | 長征3号B/G5 | 西昌 | 運用中 |
| 高分12-02号                                                                 | 2021年3月30日  | SAR                                   | SSO | 634.7 km× 636.6 km 97.9°    | 48079 2021-026A | 長征4号C    | 酒泉 | 運用中 |
| 高分5-02号                                                                  | 2021年9月7日   | 303km 偏光 MSI, 0.3cm HSI, 30m HSI    | SSO | 705.4 km× 710.2 km 98.2°    | 49122 2021-079A | 長征4号C    | 太原 | 運用中 |
| 高分11-03号                                                                 | 2021年11月20日 | EO                                    | SSO | 498.6 km× 504.8 km 97.4°    | 49492 2021-107A | 長征4号B    | 太原 | 運用中 |
| 高分3-02号                                                                  | 2021年11月22日 | Cバンド SAR                           | SSO | 757.5 km× 759.2 km 98.4°    | 49495 2021-109A | 長征4号C    | 酒泉 | 運用中 |
| 高分3-03号                                                                  | 2022年4月6日   | Cバンド SAR                           | SSO | 757.8 km× 758.9 km 98.4°    | 52200 2022-035A | 長征4号C    | 酒泉 | 運用中 |
| 高分12-03号                                                                 | 2022年6月27日  | SAR                                   | SSO | 633.3 km× 367.1 km 98.0°    | 52912 2022-069A | 長征4号C    | 酒泉 | 運用中 |
| 高分5-01A号                                                                 | 2022年12月8日  | HSI                                   | SSO | 706.1 km× 709.0 km 98.1°    | 54640 2022-165A | 長征2号D    | 太原 | 運用中 |
| 高分11-04号                                                                 | 2022年12月27日 | EO                                    | SSO | 498.6 km× 504.8 km 97.4°    | 54818 2022-176A | 長征4号B    | 太原 | 運用中 |
| 高分13-02号                                                                 | 2023年3月17日  | 不明                                  | GEO | 35788.4 km× 35802.1 km 3.0° | 55912 2023-036A | 長征3号B/E  | 西昌 | 運用中 |
| 高分12-04号                                                                 | 2023年8月20日  | SAR                                   | SSO | 626 km× 630 km 97.9°        | 57654 2023-132A | 長征4号C    | 酒泉 | 運用中 |
| 高分11-05号                                                                 | 2024年7月19日  | EO                                    | SSO |                             | 2024-130A       | 長征4号B    | 太原 | 運用中 |
| 高分12-05号                                                                 | 2024年10月16日 | SAR                                   | SSO |                             | 61571 2024-186A | 長征4号C    | 酒泉 | 運用中 |
| 出典： CelesTrak, Gunter's Space Page, N2YO, NASA, and the U.S. Space Force |                |                                       |     |                             |                 |             |      |        |

西昌:西昌衛星発射センター
太原:太原衛星発射センター
酒泉:酒泉衛星発射センター